# Алберт Портас
Алберт Портас Сой (на испански: Albert Portas Soy) е испански тенисист. 

## Биография
Алберт Портас Сой е роден на 15 ноември 1973  г. в Барселона, Испания.

## Кариера
Алберт Портас е професионалист от 1994 г. Той достига най-високо място на сингъл, като номер 19 в света, през октомври 2001 г.
Единствената му титла от най-високо ниво на сингъл е на турнира Хамбург Мастърс през 2001 г. Неговото майсторство на дропшот, ключово за победата му над Хуан Карлос Фереро на финала, му спечели прозвището „Drop Shot Dragon“. Пред Би Би Си, Лейтън Хюит казва за Портас, че „Той със сигурност удря много дропшотове, но ги удря толкова добре, както никой друг, срещу когото съм се изправял.”
Неговият финал на Барселона Оупън през 1997 г. също е забележителен. По пътя към финала той побеждава Густаво Куертен, Марсело Риос и Карлос Моя, но губи на финала от Алберт Коста. През 1999 г. Портас губи финала на Сан Марино Оупън, победен от своя сънародник Гало Бланко.
След оттеглянето си от активна кариера през септември 2007 г. Портас тренира Даниела Хантухова в периода 2007-2012 г.

## Кариерна статистика

### ATP финали Сингъл (1 титли; 4 финала)
|        | П–З | Година | Турнир               | Клас           | Настилка | Опонент            | Резултат                     |
| ------ | --- | ------ | -------------------- | -------------- | -------- | ------------------ | ---------------------------- |
| Загуба | 0–1 | 1997   | Барселона Оупън      | Шампионски     | Клей     | Алберт Коста       | 5–7, 4–6, 4–6                |
| Загуба | 0–2 | 1999   | Сан Марино Оупън     | Световни серии | Клей     | Гало Бланко        | 6–4, 4–6, 3–6                |
| Победа | 1–2 | 2001   | Германия Оупън       | Мастърс        | Клей     | Хуан Карлос Фереро | 4–6, 6–2, 0–6, 7–6(7–5), 7–5 |
| Загуба | 1–3 | 2001   | Ориндж Варшава Оупън | Международни   | Клей     | Томи Робредо       | 6–1, 5–7, 6–7(2–7)           |